# Mexipedium xerophyticum
Mexipedium xerophyticum är en orkidéart som först beskrevs av Soto Arenas, Salazar och Eric Hágsater, och fick sitt nu gällande namn av Victor Anthony Albert och M.W. Mexipedium xerophyticum ingår i släktet Mexipedium och familjen orkidéer. Inga underarter finns listade i Catalogue of Life.

## Bildgalleri

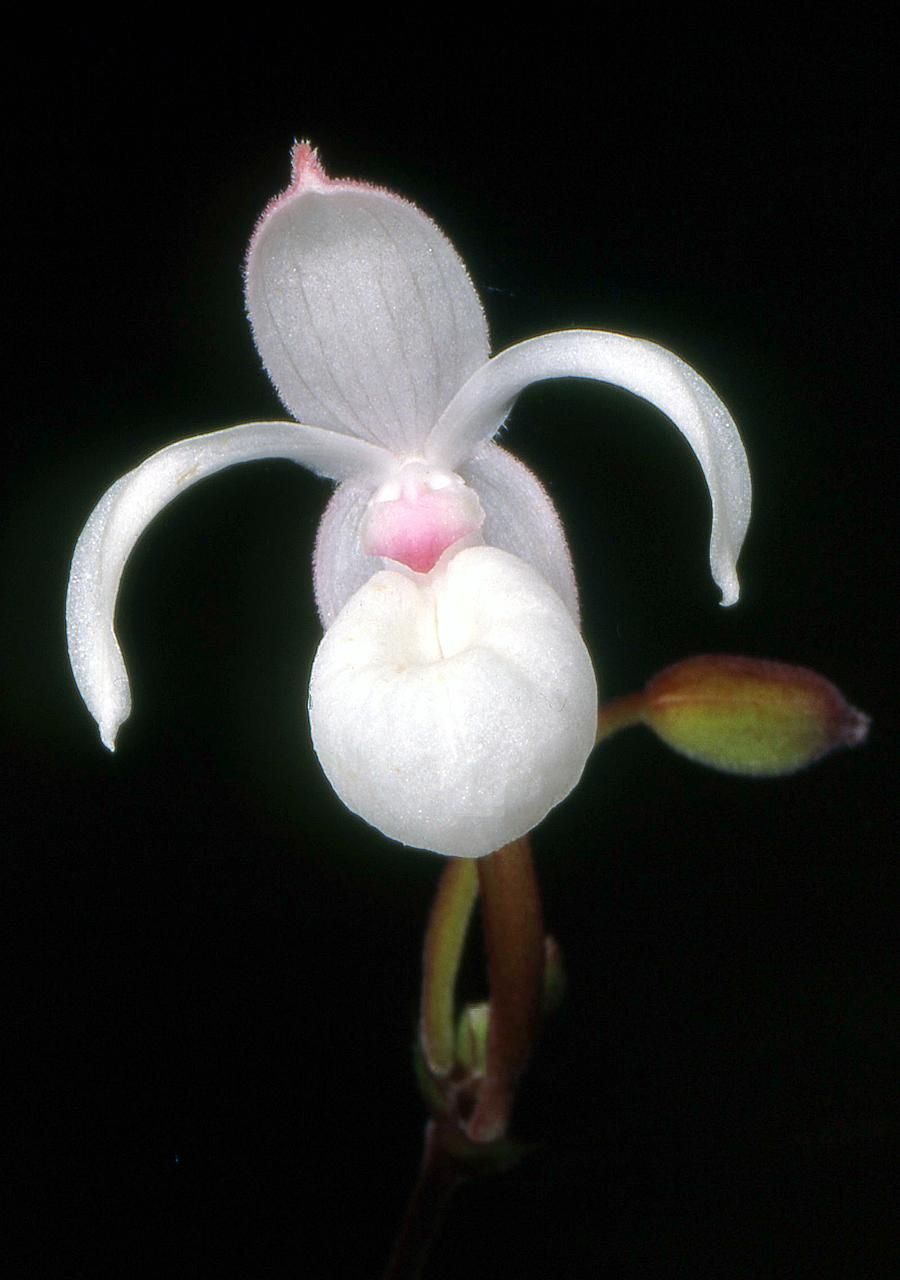